# Municipio de Fischbein
El municipio de Fischbein (en inglés: Fischbein Township) es un municipio ubicado en el condado de Bowman en el estado estadounidense de Dakota del Norte. En el año 2010 tenía una población de 15 habitantes y una densidad poblacional de 0,16 personas por km².

## Geografía
El municipio de Fischbein se encuentra ubicado en las coordenadas 46°9′44″N 103°2′12″O / 46.16222, -103.03667. Según la Oficina del Censo de los Estados Unidos, el municipio tiene una superficie total de 91.71 km², de la cual 90,94 km² corresponden a tierra firme y (0,84 %) 0,77 km² es agua.

## Demografía
Según el censo de 2010, había 15 personas residiendo en el municipio de Fischbein. La densidad de población era de 0,16 hab./km². De los 15 habitantes, el municipio de Fischbein estaba compuesto por el 100 % blancos. Del total de la población el 0 % eran hispanos o latinos de cualquier raza.